# Osmèrids

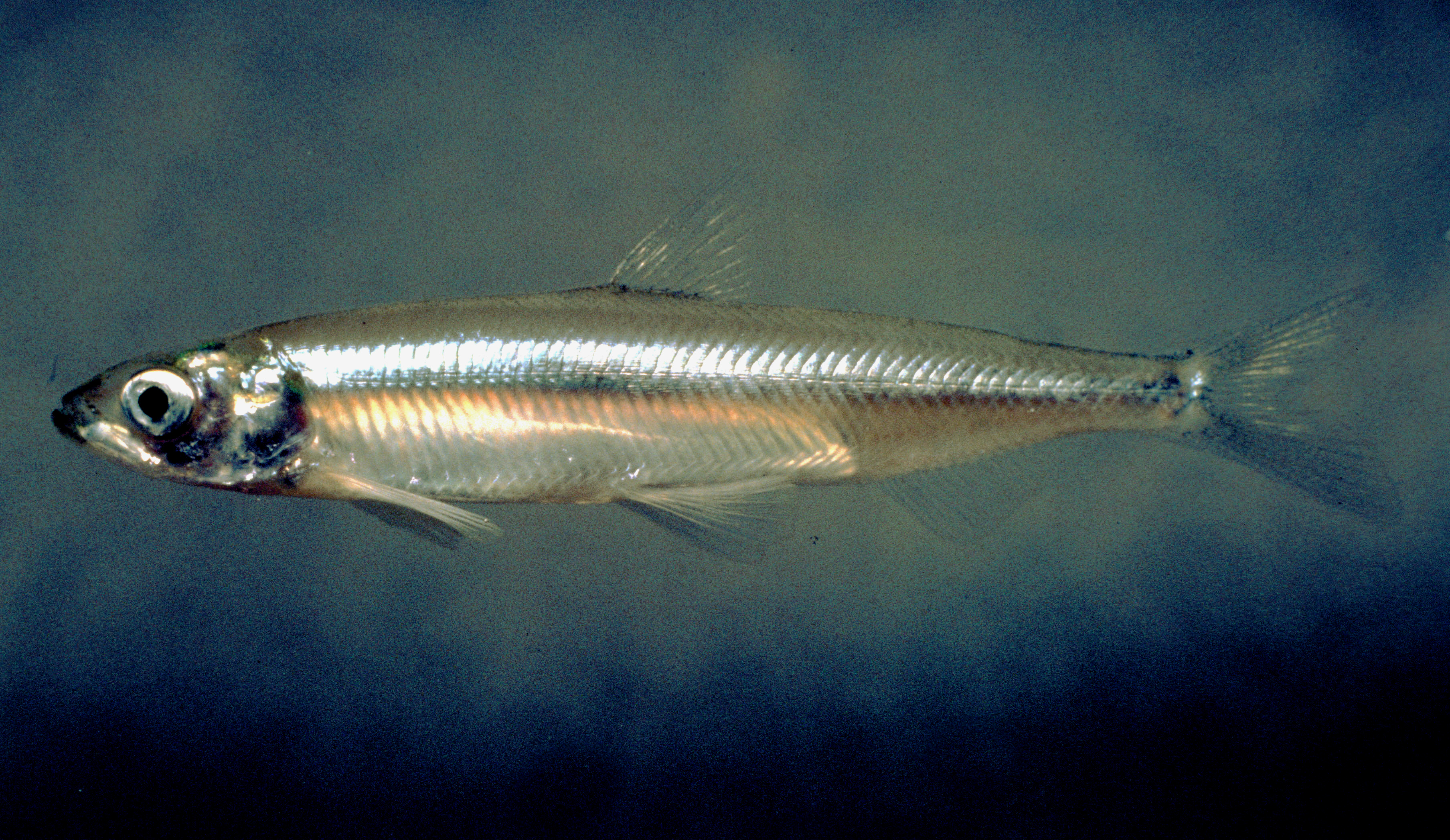
Hypomesus transpacificus

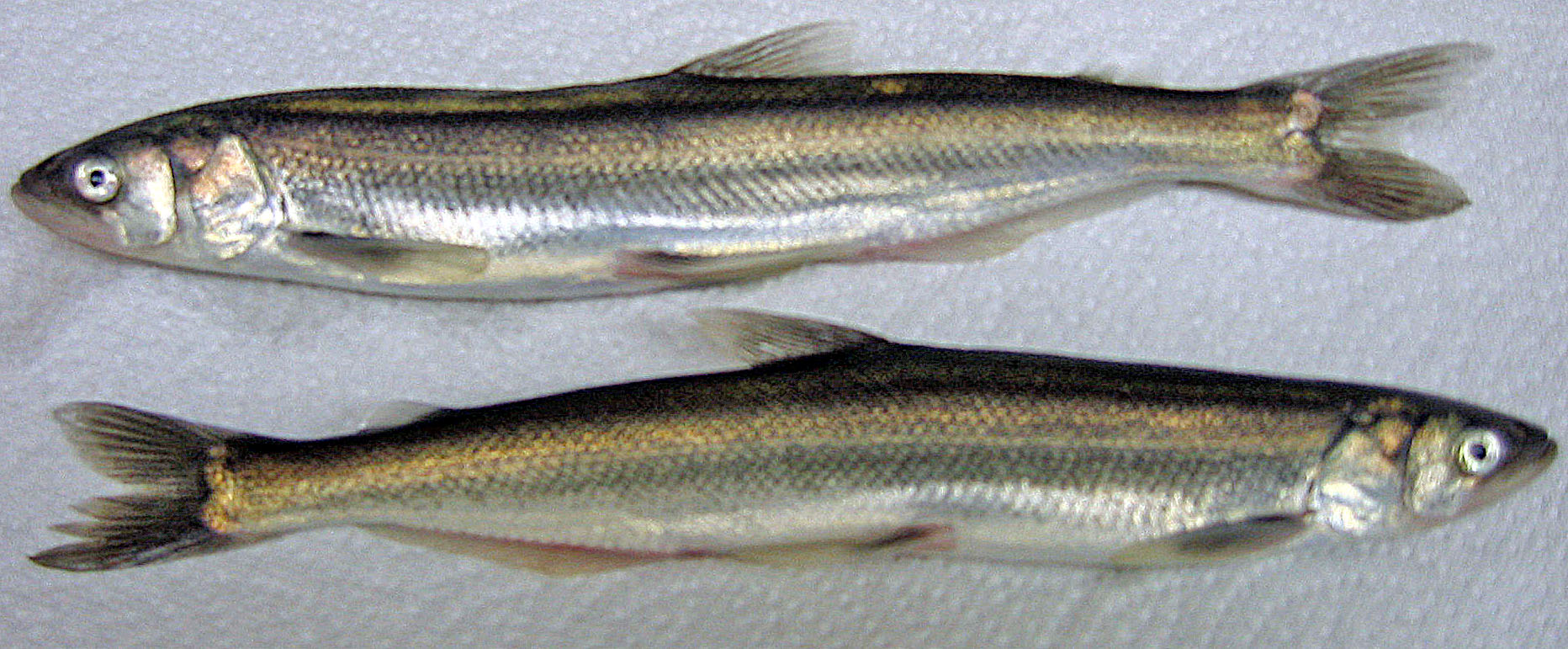
Thaleichthys pacificus

Els osmèrids (Osmeridae) són la família de peixos marins i d'aigua dolça de l'ordre Osmeriformes, distribuïts per aigües fredes de l'hemisferi nord en els oceans Atlàntic i Pacífic, així com per cursos fluvials que donen a aquests.

## Gèneres i espècies
Existeixen 16 espècies, agrupades en els 6 gèneres següents:
- Gènere Allosmerus (Hubbs, 1925)
  - Allosmerus elongatus (Ayres, 1854)
- Gènere Hypomesus (Gill, 1862)
  - Hypomesus chishimaensis (Saruwatari, Lopéz i Pietsch, 1997)
  - Hypomesus japonicus (Brevoort, 1856)
  - Hypomesus nipponensis (McAllister, 1963)
  - Hypomesus olidus (Pallas, 1814) - Eperlà d'estany.
  - Hypomesus pretiosus (Girard, 1854) - Eperlà del Pacífic.
  - Hypomesus transpacificus (McAllister, 1963)
- Gènere Mallotus (Cuvier, 1829)
  - Mallotus villosus (Müller, 1776) - Capellà.
- Gènere Osmerus (Linnaeus, 1758)
  - Osmerus eperlanus (Linnaeus, 1758) - Eperlà europeu.
  - Osmerus mordax dentex (Steindachner i Kner, 1870) -  Eperlà arc de Sant Martí.
  - Osmerus mordax mordax (Mitchill, 1814) - Eperlà americà.
  - Osmerus spectrum (Cope, 1870)
- Gènere Spirinchus (Jordan i Evermann, 1896)
  - Spirinchus lanceolatus (Hikita, 1913)
  - Spirinchus starksi (Fisk, 1913)
  - Spirinchus thaleichthys (Ayres, 1860)
- Gènere Thaleichthys (Girard, 1858)
  - Thaleichthys pacificus (Richardson, 1836)